# Rappresentazione di interazione
In meccanica quantistica, la rappresentazione di interazione o rappresentazione di Dirac (interaction picture, in inglese) è una rappresentazione della meccanica quantistica intermedia rispetto alla rappresentazione di Schrödinger e la rappresentazione di Heisenberg. Nella rappresentazione di interazione sia il vettore di stato che gli operatori evolvono nel tempo (seppure in modo diverso).

## Definizione
Gli operatori e i vettori di stato nella rappresentazione di interazione sono collegati da un cambio di base, dato da una trasformazione unitaria.
Per passare alla rappresentazione di interazione si divide l'Hamiltoniana (che è la medesima sia nella rappresentazione di Schrödinger che in quella di Heisenberg, se non c'è una dipendenza esplicita dal tempo) in due parti:
{\displaystyle H=H_{0}+H_{1}}
la divisione in queste due parti è arbitraria ma è utile scegliere {\displaystyle H_{0}} in modo tale che sia esattamente risolubile e considerare {\displaystyle H_{1}} come una perturbazione.
Se l'Hamiltoniana ha una dipendenza temporale esplicita (come nel caso di un sistema che interagisce con un campo elettrico che varia nel tempo) è utile inserire i termini che presentano dipendenza temporale in {\displaystyle H_{1}}, lasciando {\displaystyle H_{0}} indipendente dal tempo.

### Vettori di stato
Un vettore di stato nella rappresentazione di interazione è definito da:
{\displaystyle |\psi (t)\rangle _{I}=e^{iH_{0,S}t/\hbar }|\psi (t)\rangle _{S}}
(dove {\displaystyle |\psi (t)\rangle _{S}} è il vettore di stato nella rappresentazione di Schrödinger.)

### Operatori
Un operatore nella rappresentazione di interazione è definito da:
{\displaystyle A_{I}(t)=e^{iH_{0,S}t/\hbar }A_{S}e^{-iH_{0,S}t/\hbar }.}
Si noti che {\displaystyle A_{S}} tipicamente non dipenderà da t (come succede per tutti gli operatori nella rappresentazione di Schrödinger), a meno che non ci sia una esplicita dipendenza dal tempo.

#### Operatore Hamiltoniano
Per l'operatore {\displaystyle H_{0}} le rappresentazioni di Schrödinger e quella di interazione coincidono:
{\displaystyle H_{0,I}(t)=e^{iH_{0,S}t/\hbar }H_{0,S}e^{-iH_{0,S}t/\hbar }=H_{0,S}}
(questo può essere provato usando il fatto che gli operatori commutano tra loro). Questo particolare operatore quindi si può chiamare {\displaystyle H_{0}} senza ambiguità.
Per l'Hamiltoniana perturbata {\displaystyle H_{1,I}}, abbiamo:
{\displaystyle H_{1,I}(t)=e^{iH_{0,S}t/\hbar }H_{1,S}e^{-iH_{0,S}t/\hbar }}
dove l'Hamiltoniana perturbata nella rappresentazione di interazione diventa dipendente dal tempo (a meno che {\displaystyle [H_{1,s},H_{0,s}]=0}).
È possibile ottenere la rappresentazione di interazione anche per una Hamiltoniana dipendente dal tempo {\displaystyle H_{0,S}(t)}, ma gli esponenziali devono essere sostituiti con i corrispondenti operatori unitari di evoluzione temporale dati da {\displaystyle H_{0,S}(t)} ovvero, più esplicitamente, da integrali con esponenziali T-ordinati.

#### Matrice densità
Si può mostrare che la matrice densità si trasforma nella rappresentazione di interazione come ogni altro operatore. In particolare siano {\displaystyle \rho _{I}} e {\displaystyle \rho _{S}} rispettivamente nella rappresentazione di interazione ed in quella di Schrödinger. Se c'è una probabilità {\displaystyle p_{n}} di essere nello stato {\displaystyle |\psi _{n}\rangle }, allora
{\displaystyle \rho _{I}(t)=\sum _{n}p_{n}(t)|\psi _{n,I}(t)\rangle \langle \psi _{n,I}(t)|=\sum _{n}p_{n}(t)e^{iH_{0,S}t/\hbar }|\psi _{n,S}(t)\rangle \langle \psi _{n,S}(t)|e^{-iH_{0,S}t/\hbar }=e^{iH_{0,S}t/\hbar }\rho _{S}(t)e^{-iH_{0,S}t/\hbar }}

## Equazioni di evoluzione temporale nella rappresentazione di interazione

### Evoluzione temporale degli stati
Trasformando l'equazione di Schrödinger nella rappresentazione di interazione si ottiene:
{\displaystyle i\hbar {\frac {d}{dt}}|\psi _{I}(t)\rangle =H_{1,I}(t)|\psi _{I}(t)\rangle .}
Questa espressione è nota come equazione di Schwinger-Tomonaga.

#### Dimostrazione
Dalla definizione e tramite la regola di Leibniz per le derivate:
{\displaystyle i\hbar {\frac {d}{dt}}|\psi _{I}(t)\rangle =i\hbar {\biggl [}{\frac {i}{\hbar }}H_{0}e^{{\frac {i}{\hbar }}H_{0}t}|\psi _{S}(t)\rangle +e^{{\frac {i}{\hbar }}H_{0}t}{\frac {d}{dt}}|\psi _{S}(t)\rangle {\biggr ]}={\biggl [}-H_{0}e^{{\frac {i}{\hbar }}H_{0}t}+e^{{\frac {i}{\hbar }}H_{0}t}H_{0}+e^{{\frac {i}{\hbar }}H_{0}t}H_{1,S}{\biggr ]}|\psi _{S}(t)\rangle =e^{{\frac {i}{\hbar }}H_{0}t}H_{1,S}|\psi _{S}(t)\rangle }
In cui l'ultimo passaggio è dovuto alla commutazione tra gli operatori. Per riportarsi in rappresentazione di interazione, ora: 
{\displaystyle e^{{\frac {i}{\hbar }}H_{0}t}H_{1,S}|\psi _{S}(t)\rangle =e^{{\frac {i}{\hbar }}H_{0}t}H_{1,S}e^{-{\frac {i}{\hbar }}H_{0}t}e^{{\frac {i}{\hbar }}H_{0}t}|\psi _{S}(t)\rangle =H_{1,I}(t)|\psi _{I}(t)\rangle .}

### Evoluzione temporale degli operatori
Se l'operatore {\displaystyle A_{S}} non ha dipendenza esplicita dal tempo, allora l'evoluzione temporale per il corrispondente operatore {\displaystyle A_{I}(t)} è data da:
{\displaystyle i\hbar {\frac {d}{dt}}A_{I}(t)=\left[A_{I}(t),H_{0}\right].\;}
nella rappresentazione di interazione gli operatori evolvono nel tempo come nella rappresentazione di Heisenberg con Hamiltoniana {\displaystyle H'=H_{0}}.

### Evoluzione temporale della matrice densità
Trasformando l'equazione di Schwinger-Tomonaga nel linguaggio della matrice densità (o equivalentemente trasformando l'equazione di Von Neumann nella rappresentazione di interazione si ottiene:
{\displaystyle i\hbar {\frac {d}{dt}}\rho _{I}(t)=\left[H_{1,I}(t),\rho _{I}(t)\right].}

## Uso della rappresentazione d'interazione
Lo scopo della rappresentazione di interazione è di scaricare tutta la dipendenza temporale dovuta ad H0 sugli operatori, lasciando che sia solo H1, I a determinare l'evoluzione temporale dei ket di stato.
La rappresentazione di interazione è conveniente quando si considerano gli effetti di un piccolo termine di interazione, H1, S, che viene aggiunto all'Hamiltoniana di un sistema analiticamente risolubile o del quale si conoscano le soluzioni, H0, S. Passando alla rappresentazione di interazione è possibile usare la teoria delle perturbazioni dipendenti dal tempo per trovare gli effetti di H1, I.